# Cameron Jackson (cestista)
Cameron Jackson (Winchester, 7 febbraio 1996) è un cestista statunitense.